# Nash Rambler

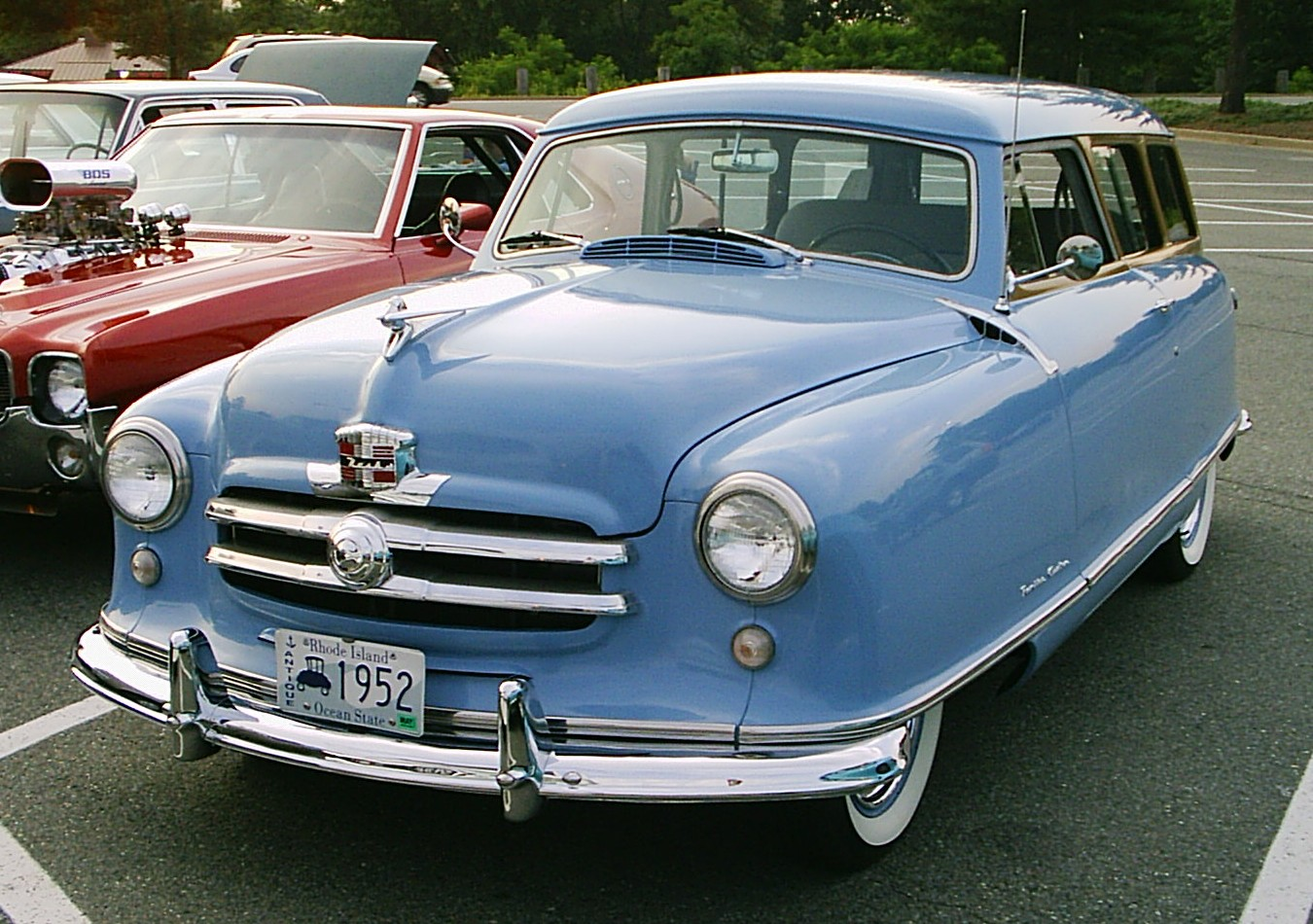
Nash Rambler Kombi (1952)

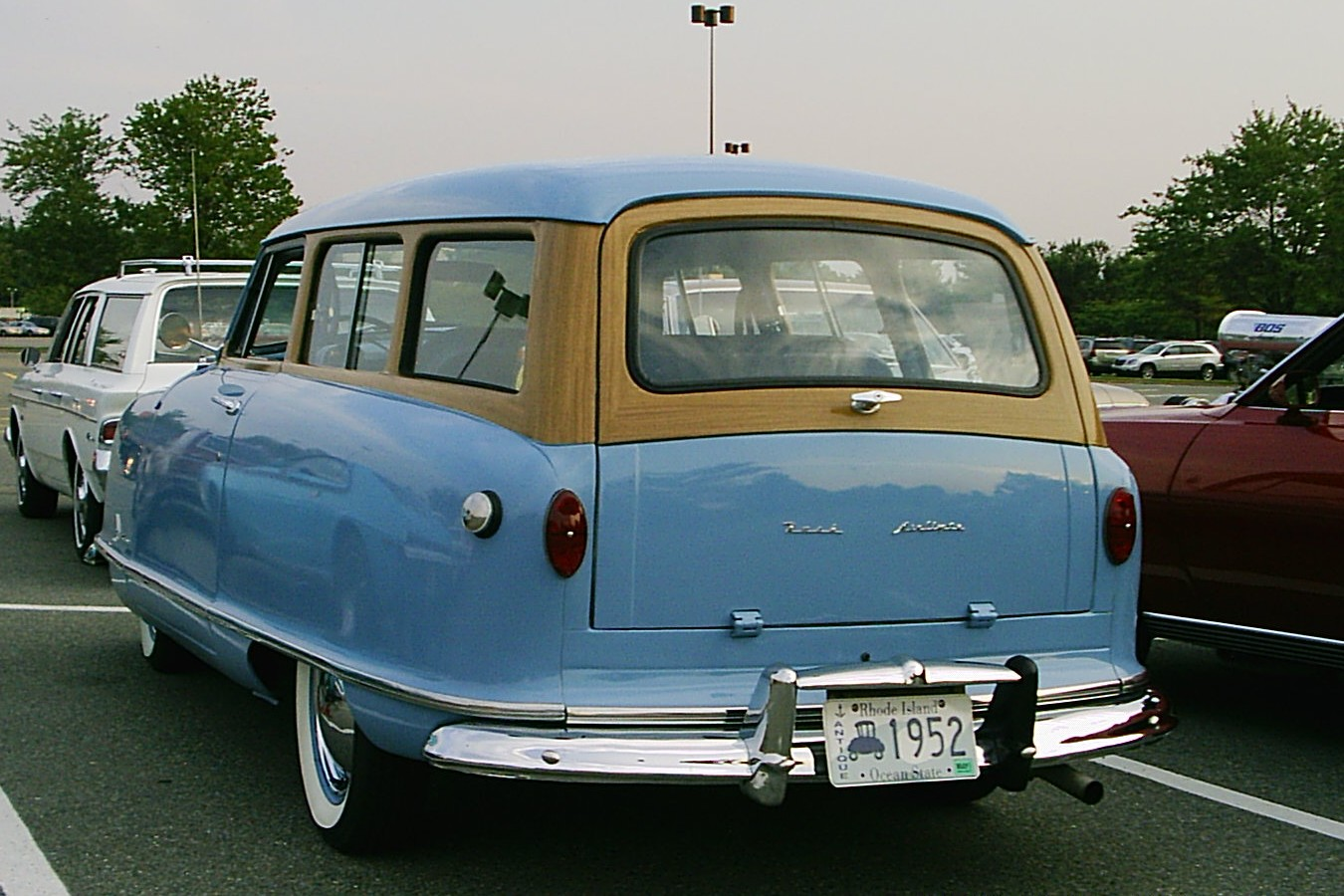
Nash Rambler Kombi (1952), Heckansicht

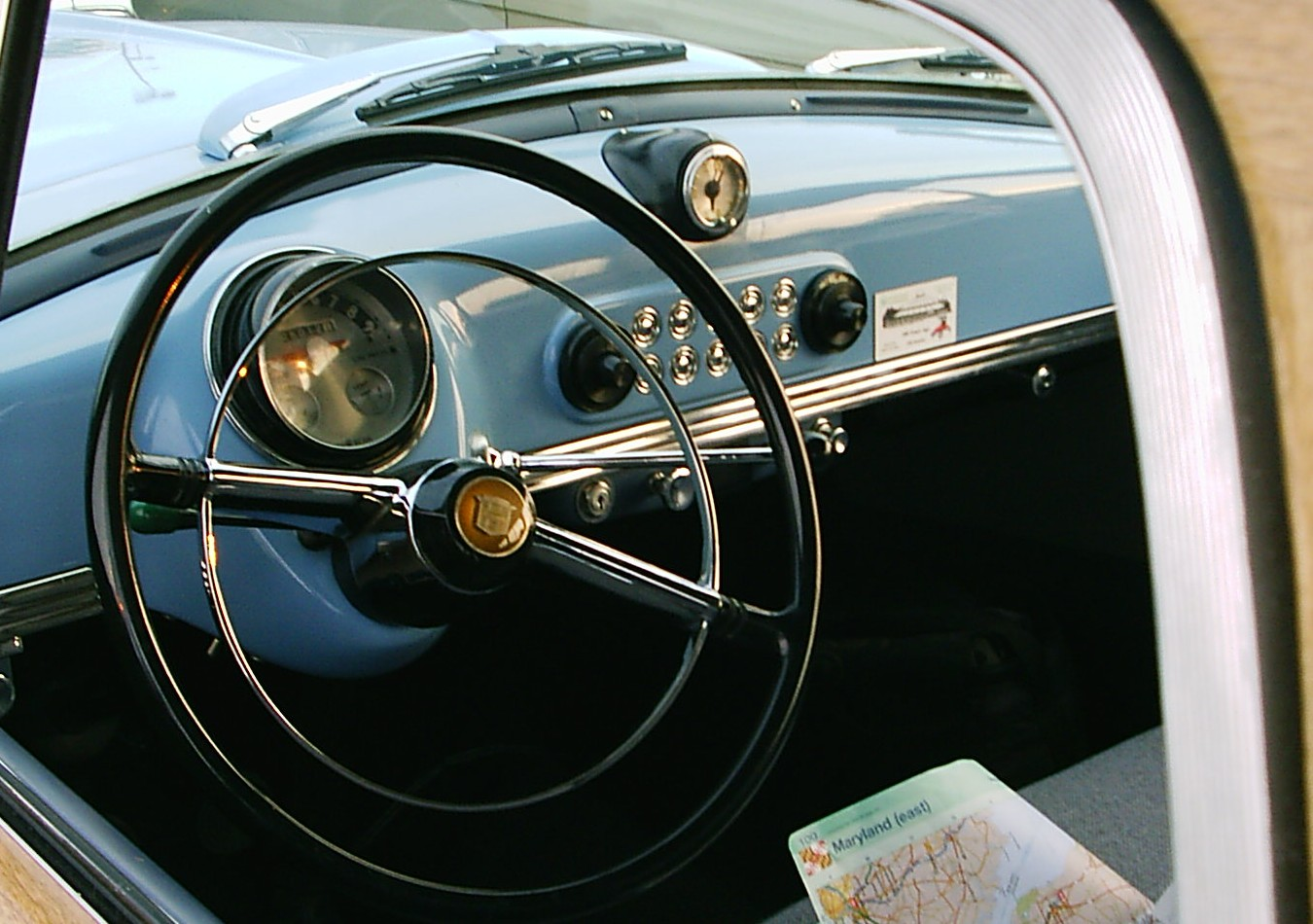
Nash Rambler Kombi (1952), Armaturenbrett

Der Nash Rambler war ein US-Automobil, das von Nash Motors, Automobilabteilung der Nash-Kelvinator Corporation, von 1950 bis 1956 hergestellt wurde.

## Entwicklung
Der Vorstandsvorsitzende der Nash-Kelvinator Corporation, George Walter Mason, erkannte, dass die Firma konkurrenzfähigere Modelle auf den Markt bringen musste, und bestand darauf, dass ein neues Auto sich von den auf dem Markt existierenden Modellen unterscheiden musste. Der Rambler wurde kleiner als die meisten zeitgenössischen amerikanischen Autos konstruiert, bot jedoch ebenfalls fünf Personen ausreichenden Platz. Der Nash Rambler kreierte ein neues Segment auf dem Automobilmarkt und wird allgemein als erster moderner US-amerikanischer Wagen der Kompaktklasse angesehen.
Während der Entwicklung hatte man dem Fahrzeug bei Nash ursprünglich den Namen Diplomat zugedacht. Dieser Name hätte gut zu den bisherigen Modellen gepasst, da der „600“ ab 1950 Statesman hieß und der Ambassador das Flaggschiff der Marke war. Aber Dodge hatte sich diesen Namen bereits für ein geplantes 2-türiges Coupé reservieren lassen, und so erinnerte sich Nash an seine Vergangenheit und belebte den Namen Rambler aus dem Jahre 1902 wieder. Der Rambler war damals eines der populärsten amerikanischen Autos. Ebenso war der neue Nash Rambler während seiner gesamten Produktionszeit 1950–1956 hochangesehen.

## 1950–1952
Der Nash Rambler wurde zum Modelljahr 1950 eingeführt. Er war der Beitrag der Marke zum sogenannten Niedrigpreissegment, das von den Modellen aus den Häusern Chevrolet, Ford und Plymouth dominiert wurde. Da Mason wusste, dass er gegen die großen Marken keine Chance hatte, ein kleineres Fahrzeug zum annähernd gleichen Preis zu etablieren, führte Nash zuerst eine Cabriolimousine und einen Kombi ein. Beide Fahrzeugvarianten waren zum gleichen Preis von 1808 USD erhältlich. Der Rambler war leichter und kleiner als andere beliebte Autos. So konnte Nash bei der Produktion Material einsparen, und die Kunden hatten einen Vorteil durch den geringeren Benzinverbrauch. Der Wagen besaß einen Radstand von 2540 mm und wurde von einem bewährten Sechszylinder-Reihenmotor mit 2835 cm3 Hubraum und stehenden Ventilen angetrieben, der 82 SAE-PS (ca. 61 kW) entwickelte. Die Kraft wurde über ein manuelles 3-Gang-Schaltgetriebe, auf Wunsch mit Overdrive, auf die starre Hinterachse übertragen. Gegen Aufpreis stand eine 3-Gang-Automatik zur Verfügung. Die selbsttragende Karosserie wurde sehr stromlinienförmig konstruiert.
Die Cabriolimousine wurde auch in besserer Ausstattung – als „Landau“ bezeichnet – eingeführt. Die Entscheidung, dieses Automodell auch in einem höheren Marktsegment mit besserer Ausstattung anzubieten, hatte Mason wohlüberlegt. Zuallererst wollte er dem neuen Rambler ein positives Image verschaffen. Mason wusste, dass der Wagen bei den Kunden durchfallen würde, wenn sie in ihm nur ein „billiges kleines Auto“ sähen. Er wusste bereits, was Crosley bei seiner Baureihe der Mini-Cars gerade erst herausfand und die Kaiser-Frazer Corporation bei ihrem Modell Henry J noch lernen musste: Die US-Amerikaner kaufen lieber einen schönen Gebrauchtwagen als ein Neufahrzeug, dem ein niedriger Standard nachgesagt wird.
Andere Faktoren die bei der Marketingstrategie für den Rambler eine Rolle spielten, waren die reduzierte Stahlversorgung durch den Koreakrieg und Nashs Strategie der Gewinnmaximierung. Der Wunsch, einen möglichst hohen Gewinn beim Verkauf zu erzielen, bedeutete, dass der Rambler bei den am Anfang erwarteten niedrigen Produktionszahlen im Preis deutlich höher lag als die Basismodelle der Konkurrenz. Um den Wert für die Käufer zu erhöhen, waren die Wagen sehr gut ausgestattet, z. B. mit Weißwandreifen, vollständigen Radverkleidungen, elektrischer Zeituhr und einem AM-Radio mit Druckknöpfen.
Genauso wie die größeren Nash-Modelle hatte der kompakte Rambler gerundete Formen und eine Pontonkarosserie mit kompletten Radabdeckungen, die auch die Vorderräder einschlossen. Diese Ausstattung beeinträchtigte aber den Wendekreis des Autos nicht allzu sehr. Entgegen der damals üblichen Gepflogenheit rahmenloser Seitenfenster für Cabriolets besaß der Rambler eine feste Dachstruktur über den Türen und seitliche Fensterrahmen. Diese Metallstrukturen dienten als Führungsschienen für das zu öffnende, wasserdichte Verdeck. Diese Konstruktion ermöglichte es Nash, seine Monocoque-Karosserie auch für den neuen Kompaktwagen zu verwenden. Sie machte den Rambler für einen offenen Wagen sehr verwindungssteif, und zwar ohne die bei anderen Cabriolets notwendigen zusätzlichen Karosserieversteifungen.
1951 wurde die Rambler-Baureihe um einen 3-türigen Kombi und ein 2-türiges Hardtop-Coupé erweitert. Dieses nannte sich Country Club.

## 1953–1955

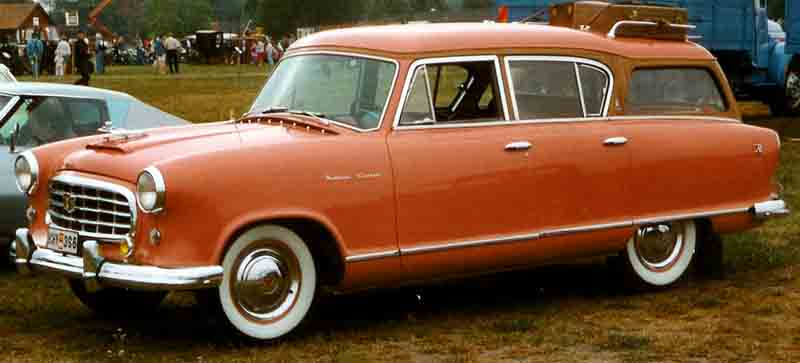
Nash Rambler Cross Country (1955)

1953 wurde der Rambler zum ersten Mal überarbeitet und sah damit den größeren Nash-Modellen, die im Vorjahr das neue „Airflyte“-Styling erhalten hatten, sehr ähnlich. Eine 2-türige Limousine wurde ab 1953 zusätzlich angeboten. 1954 kamen eine 4-türige Limousine und ein 5-türiger Kombi – „Cross Country“ genannt – dazu. Die 4- und 5-Türer hatten einen Radstand von 2743 mm. Ab 1955 waren die vorderen Radausschnitte nicht mehr verdeckt.
Am 14. Januar 1954 fusionierte Nash-Kelvinator mit der Hudson Motor Car Co. zur American Motors Corporation (AMC). In der Folge wurden die Rambler auch als Hudson Rambler bei den Händlern dieser Marke angeboten. Beide Modelle waren baugleich.

## 1956–1957
Für 1956 entwarf American Motors einen ganz neuen Rambler. Dabei übernahmen sie den Radstand des Viertürers von 2743 mm, und das Fahrzeug wurde länger als der Vorgänger. Wiederum wurde der Rambler als Nash und als Hudson verkauft. Es gab ihn nur mit 4 und 5 Türen. Neben der Limousine und dem Kombi wurde auch eine neue, 4-türige Hardtop-Limousine angeboten. Darüber hinaus war der Rambler der erste Wagen, den es als Hardtop-Kombi gab. 1957 wurde Rambler eine eigenständige Marke; die Bezeichnungen Nash und Hudson fielen weg. Ebenfalls ab 1957 waren V8-Motoren im Rambler verfügbar. Es handelte sich dabei um den von AMC selbst entwickelten 4,1-Liter-Motor, der im Jahr vorher beim Nash Ambassador Special und beim Hudson Hornet Special eingeführt wurde. Nur 1957 wurde eine spezielle Hochleistungs-Hardtop-Limousine namens Rambler Rebel angeboten. Dieser Wagen hatte den neuen 5,4-Liter-V8-Motor von AMC. In den größeren Wagen des Konzerns, dem Nash Ambassador und dem Hudson Hornet dieses Jahres, kam diese Maschine ebenfalls zum Einsatz. Man plante, den Rebel mit einer Saugrohreinspritzung auszustatten, aber Kaltstartprobleme verhinderten diesen Einsatz in der letzten Minute. Der Rebel, der nur in geringer Stückzahl (1500) gefertigt wurde, war ein Vorläufer der Muscle Cars, die in den 1960er Jahren populär wurden.

## Nach 1957
Ab 1958 war Rambler die einzige Marke der American Motors Corporation, nachdem die Marken Nash und Hudson aufgegeben wurden. Das kleinere Modell wurde nun als Rambler American angeboten, das größere, 1956 eingeführte Modell hieß zunächst Rambler Six (bzw. Rambler V8), ab 1961 dann Rambler Classic.

## Nash Rambler in der Populärkultur
1958 schrieb die Musikgruppe The Playmates ein Lied mit dem Titel „Beep-Beep“, in dem der Fahrer eines Nash Rambler den „Erzähler“ des Liedes, einen Cadillac-Fahrer, herunterputzt. Das Lied war kurze Zeit ein Hit und wird in den letzten Jahrzehnten häufiger in der Dr. Demento Radio Show gespielt.
Der Nash Rambler spielt eine zentrale Rolle in Kaizo Hayashis Hama-Trilogie The Most Terrible Time of My Life, Stairway to the Distant Past und The Trap. Diese Filme zeigen Masatoshi Nagase als Polizeiinspektor Maiku Hama. Der hartgesottene – aber nichtsdestoweniger übermäßig hippe – Detektiv fährt ein zweifarbiges Nash-Rambler-Cabriolet durch die Straßen von Yokohama. Der Nash spielt fast selbst eine Rolle in diesen Filmen: z. B. übernimmt er in Stairways to the Distant Past selbst einen Fall und holt sein „kleines Auto“ von Kredithaien zurück.
Ebenfalls fährt in Saturday Night Live, Skizzen der „Church Lady“ (Dana Carvey) ebendiese einen Rambler, auch wenn Satan (Jon Lovitz) nicht sagt, welchen.